# بخش ایجا
بخش ایجا (به اسپانیایی: Aija District) یک سکونتگاه مسکونی در پرو است که در ناحیه انکاش واقع شده‌است.

## خصوصیات
بخش ایجا ۱۵۹٫۷۴ کیلومترمربع مساحت و ۲٬۴۵۱ نفر جمعیت دارد و ۳٬۳۶۳ متر بالاتر از سطح دریا واقع شده‌است.